# Paul Wilhelm Schmidt (Mediziner)
Paul Wilhelm Schmidt (* 13. Januar 1896 in Dülmen; † 18. Januar 1950 in Kiel) war ein deutscher Dermatologe und Hochschullehrer.

## Leben
Schmidt nach dem Abitur von 1914 bis 1918 am Ersten Weltkrieg teil. Anschließend absolvierte er von 1918 bis 1923 ein Medizinstudium und wurde 1923 zum Dr. med. promoviert. Danach war er als wissenschaftlicher Assistent an der Universität Freiburg und ab 1925 an der  Universität Münster tätig, wo er sich 1929 für Dermatologie habilitierte und hernach als Privatdozent wirkte. Mit dem ihm bereits aus Freiburg bekannten Alfred Stühmer kehrte er 1934 an die Universität Freiburg zurück, wo er als Oberarzt an der Universitätshautklinik tätig wurde.
Zur Zeit des Nationalsozialismus war er Mitglied der NSDAP, der SA, dem NSKK, der NSV, des NS-Ärztebundes, des NS-Dozentenbundes, sowie des NS-Altherrenbundes, dessen Präsident er von 1937 bis 1945 war. Nach Beginn des Zweiten Weltkrieges leistete er bis 1940 Kriegsdienst. Er wurde 1941 in Freiburg zum außerplanmäßigen Professor für Dermatologie ernannt und folgte Josef Vonkennel 1943 an die Universität Kiel auf den Lehrstuhl für Dermatologie nach. Nach Kriegsende entnazifiziert konnte er ab 1947 als Ordinarius seinen Lehrstuhl behalten. Schmidt starb unerwartet an den Folgen einer Operation. Er war verheiratet und hatte drei Kinder.
Seine Forschungsschwerpunkte waren Hauttuberkulosen, Pilzerkrankungen und Allergien.